# Bonrepòs i Mirambell
Bonrepòs i Mirambell (spanisch Bonrepós y Mirambell) ist eine Gemeinde (municipio) mit 4.048 Einwohnern (Stand: 2024) in Spanien, in der Provinz und Autonomen Gemeinschaft Valencia. Die Gemeinde besteht aus den beiden Ortsteilen Bonrepòs und Mirambell.

## Lage
Bonrepòs i Mirambell liegt etwa sechs Kilometer nördlich vom Stadtzentrum von Valencia in einer Höhe von ca. 25 m. Der Barranc de Carraixet begrenzt die Gemeinde im Süden und Westen.

## Bevölkerungsentwicklung
| Jahr      | 1900 | 1920 | 1950 | 1970 | 1981 | 1991 | 2001 | 2011 | 2021 |
| --------- | ---- | ---- | ---- | ---- | ---- | ---- | ---- | ---- | ---- |
| Einwohner | 643  | 820  | 1308 | 1754 | 2701 | 2346 | 2252 | 3425 | 3780 |

## Sehenswürdigkeiten
- Kirche Unsere Liebe Frau auf dem Pfeiler (Iglesia de la Virgen del Pilar) in Bonrepòs, 1755 auf den Fundamenten der alten Kirche von 1574 errichtet
- Johannes-der-Täufer-Kapelle in Mirambell

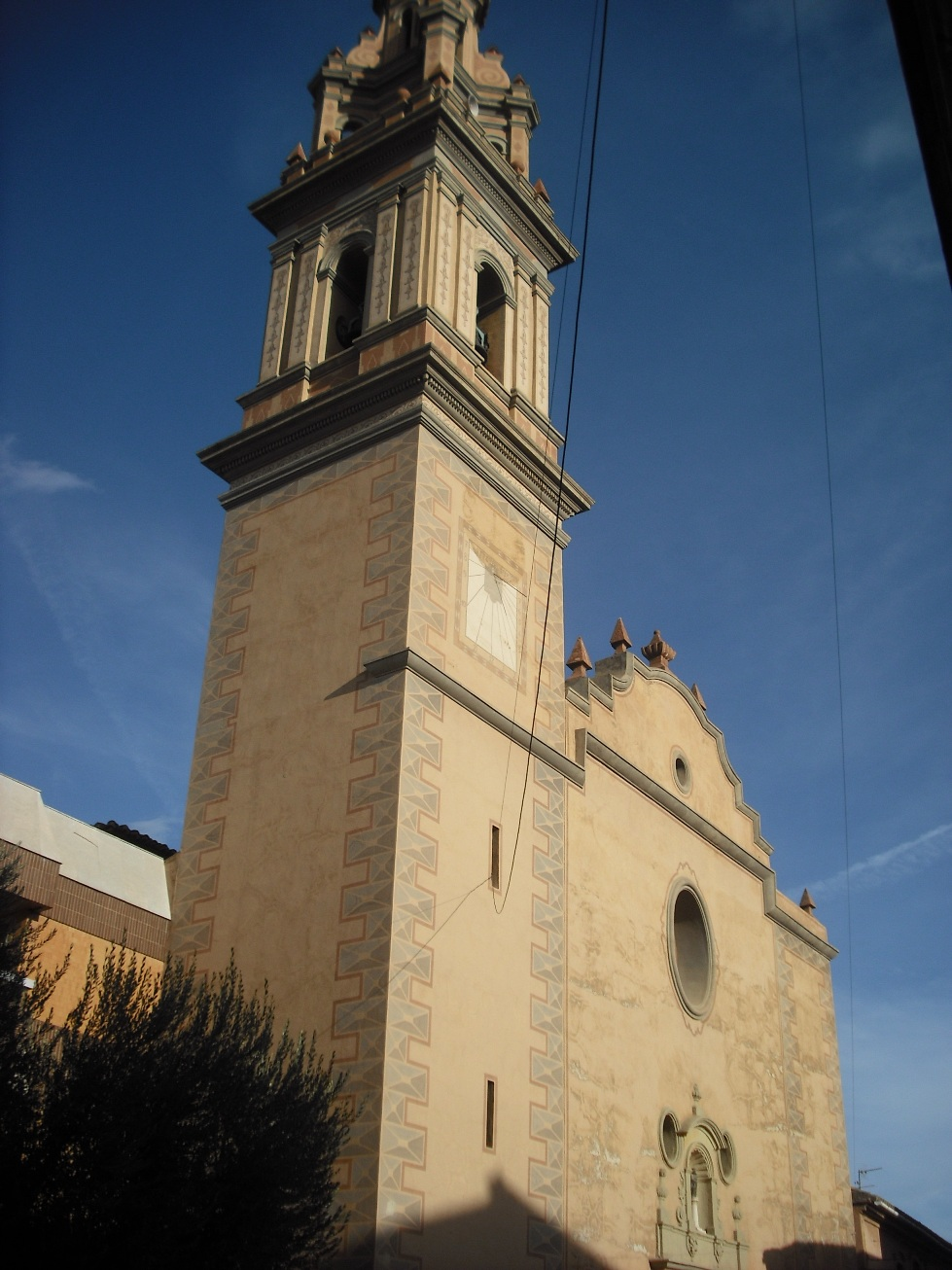
Kirche Unsere Liebe Frau auf dem Pfeiler
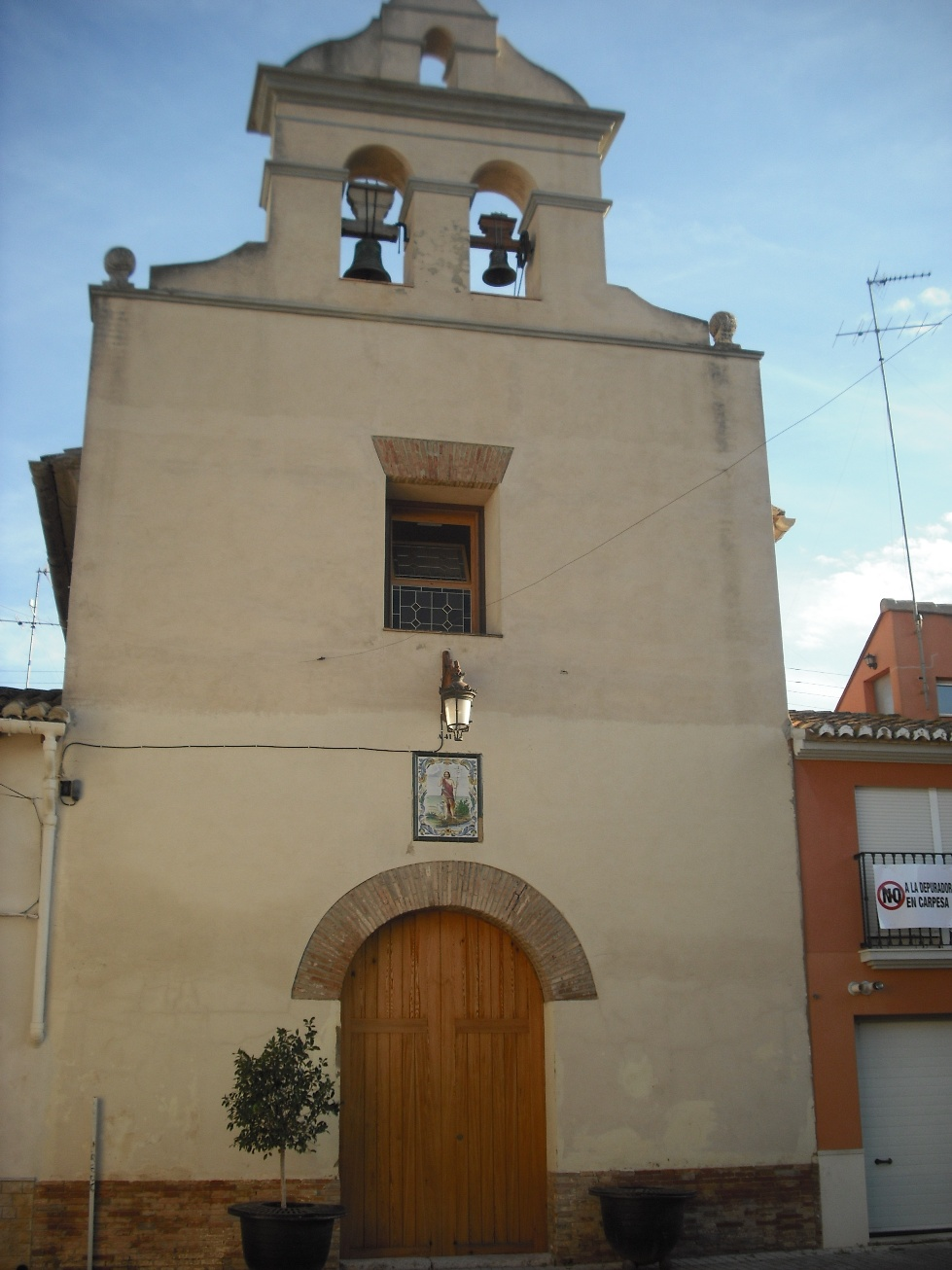
Johannes-der-Täufer-Kapelle
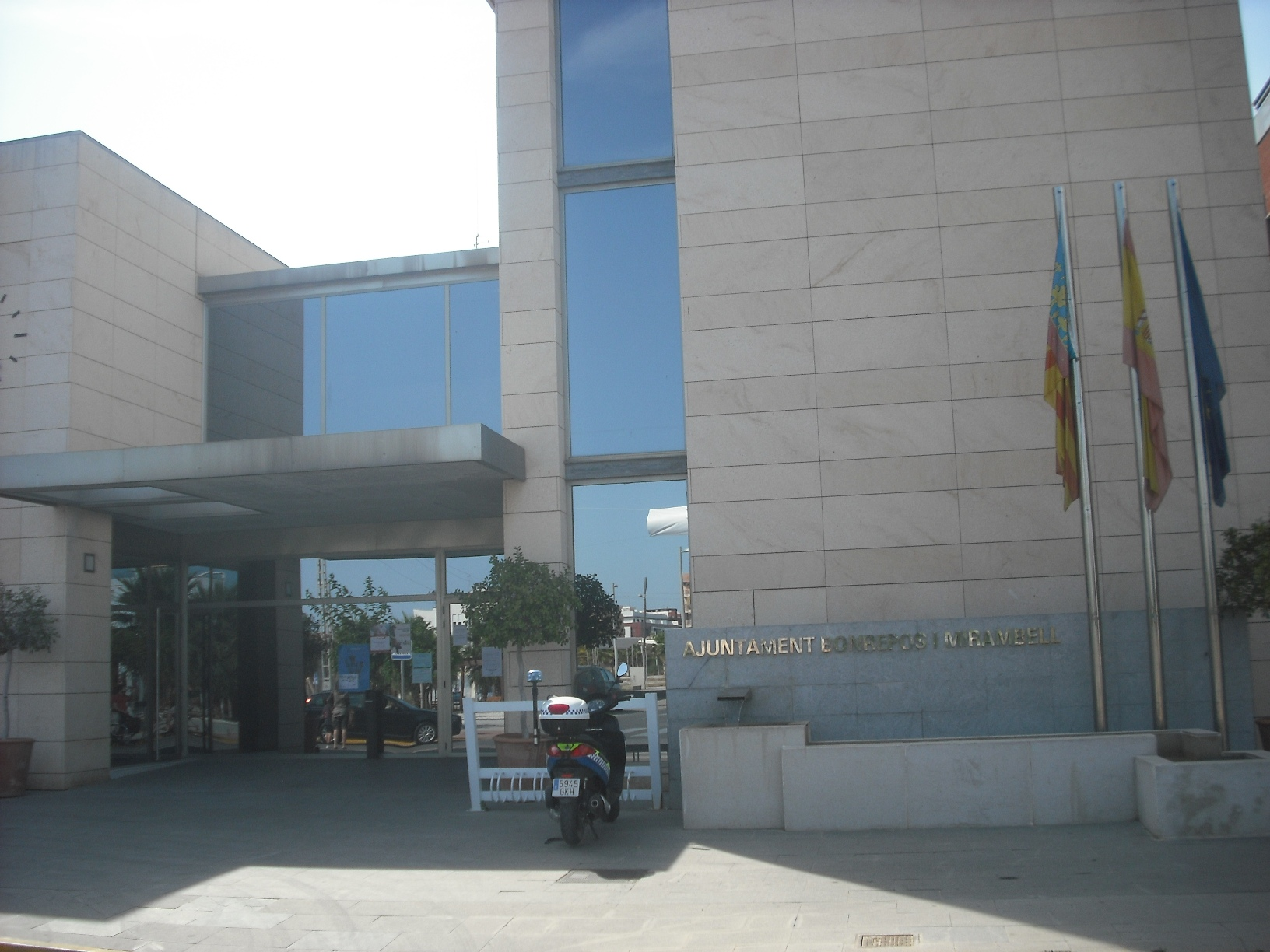
Rathaus

## Persönlichkeiten
- Ezequiel Montalt (* 1977), Schauspieler und Musiker (Trompeter)